# Arenas de San Pedro
Arenas de San Pedro és un municipi de la província d'Àvila, a la comunitat autònoma de Castella i Lleó. És cap de partit judicial i capital de la comarca de la Vall del Tiétar, així com part de les Tierras de Talavera.

## Fills il·lustres
- Antonio Lozano compositor i musicògraf.

## Demografia
| 1991  | 1996  | 2001  | 2004  | 2006  |
| ----- | ----- | ----- | ----- | ----- |
| 6.413 | 6.609 | 6.395 | 6.549 | 6.989 |